# Monstrosity
Monstrosity – amerykańska grupa muzyczna wykonująca death metal. Powstała w 1990 roku w Fort Lauderdale w stanie Floryda w USA.

## Dyskografia
Albumy studyjne
- Imperial Doom (1992, Nuclear Blast)
- Millennium (1996, Conquest Music)
- In Dark Purity (1999, Olympic Recordings)
- Rise to Power (2003, Conquest Music)
- Spiritual Apocalypse (2007, Conquest Music)
- The Passage of Existence (2018, Metal Blade Records)

Albumy koncertowe
- Live Extreme Brazilian - Tour 2002 (2003, Mutilation Records)

Kompilacje
- Enslaving the Masses (2001, Conquest Music)

Splity
- Relapse Singles Series Vol. 3 (2004, Relapse Records)

Single
- Burden of Evil (1991, Relapse Records)
- Darkest Dream (1992, Nuclear Blast)

Dema
- Horror Infinity (1991, wydanie własne)
- Slaves and Masters (1994, wydanie własne)